# Токар Володимир Миколайович
Володимир Миколайович То́кар (15 серпня 1956, Берлін, НДР) — український політик, голова Сумської обласної ради.

## Життєпис
Народився 15 серпня 1956 року у Берліні, тоді НДР в родині військовослужбовця.

### Навчання
Середню школу закінчив у 1973 році у Баку.
Переїхавши на постійне місце проживання до Сум, закінчив Сумське технічне училище № 1 за спеціальністю контрольно-вимірювальні прилади і автоматика.

## Робота
Трудову діяльність розпочав у жовтні 1973 року монтером зв'язку військової частини 33114.
Працював електрослюсарем виробничого об'єднання «Хімпром», сумських насосного та рафінадного заводів, водієм ряду підприємств і організацій.
У лютому 1984 року перейшов на роботу у ВАТ «Суминафтопродукт», де працював заправником, оператором, старшим оператором 3-5 розрядів. Працюючи на цьому підприємстві, вступив на заочне відділення Сумського філіалу Харківського політехнічного інституту (наразі Національний технічний університет «Харківський політехнічний інститут»), де навчався три роки.
З 1998 року — заступник директора.

## Політична діяльність
У березні 2006 року, як член Всеукраїнського об’єднання "Батьківщина", був  обраний депутатом Сумської обласної ради від Блоку Тимошенко. 2 червня 2009 року на позачерговій сесії обраний головою Сумської обласної ради.
З 18 листопада 2010 року — депутат Сумської обласної ради VI (XVI) скликання (депутатська фракція «Фронт Змін»), голова постійної комісії з питань земельних та водних ресурсів, використання надр, екології, довкілля та лісового господарства.
На місцевих виборах 2015 року був безпартійним, а до Сумської обласної ради пройшов за списком Блоку Петра Порошенка "Солідарність". З 2 грудня 2016 по 3 грудня 2020 року працював на посаді голови Сумської обласної ради.
Під час пресконференції 29 січня 2020 року повідомив, що очолив обласну організацію партії "Наш край", бо "вона підходить йому по духу".
На місцевих виборах 2020 року був учергове обраний Сумської обласної ради. У жовтні 2023 року був обраний очільником фракції політичної партії "Європейська солідарність". Також він обраний головою постійної комісії з питань земельних та водних ресурсів, використання надр, екології, довкілля та лісового господарства.

## Сім'я
Одружений. Виховує доньку.

## Нагороди
Кавалер ордена «За заслуги» III ступеня (2018).